# Râul Comănesei
Râul Comănesei este un curs de apă, afluent al râului Avrig. 